# خوان راميرز
خوان راميرز (بالإسبانية: Juan Andres Noguera Ramirez)‏ هو لاعب كرة قدم ومدرب كرة قدم باراغواياني في مركز الهجوم، ولد في 10 سبتمبر 1984 في باراغواي. لعب مع مادورا يونايتد.